# Велошорты

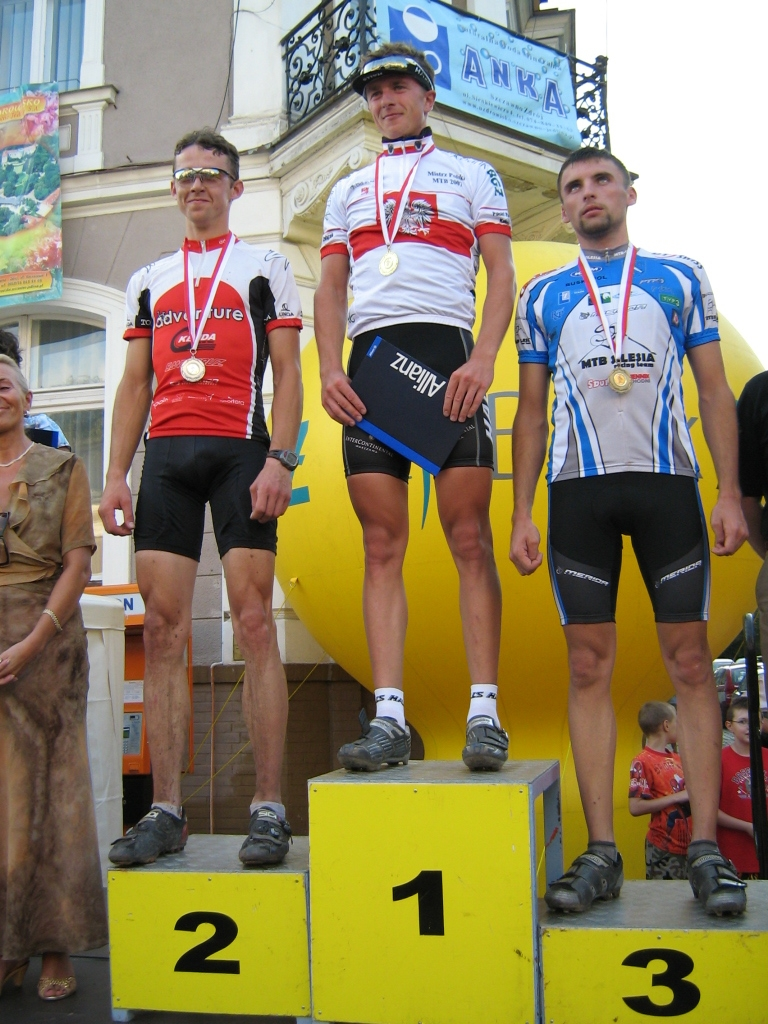
Спортсмены в велошортах

Велошо́рты или велосипе́дки (англ. Cycling shorts) — короткие, облегающие шорты до колена, разработанные, чтобы улучшить комфорт и эффективность при занятии спортом или езде на велосипеде. Велошорты уменьшают сопротивление ветра при езде на велосипеде, защищают кожу от трения, отводят с кожи пот и влагу, предотвращают потёртости кожи.
Как правило, современные велошорты сделаны из тканей, в которых сочетаются различные пропорции полиамида и лайкры. Велошорты выпускаются различных цветов и кроев. Мужские и женские модели велошорт используют разный крой, учитывающий особенности анатомии.
В большинстве велошорт используются так называемые «памперсы» — специальная вставка в паховой области велошорт, которая отводит влагу, предотвращает натирание и служит дополнительным амортизатором, предохраняющим велосипедиста от толчков и ударов.